# Мурашов, Алексей Викторович
Алексе́й Ви́кторович Мурашо́в (настоящая фамилия Мурашев, 30 декабря 1960, Ленинград) — советский и российский рок-музыкант, барабанщик бит-квартета «Секрет».

## Биография

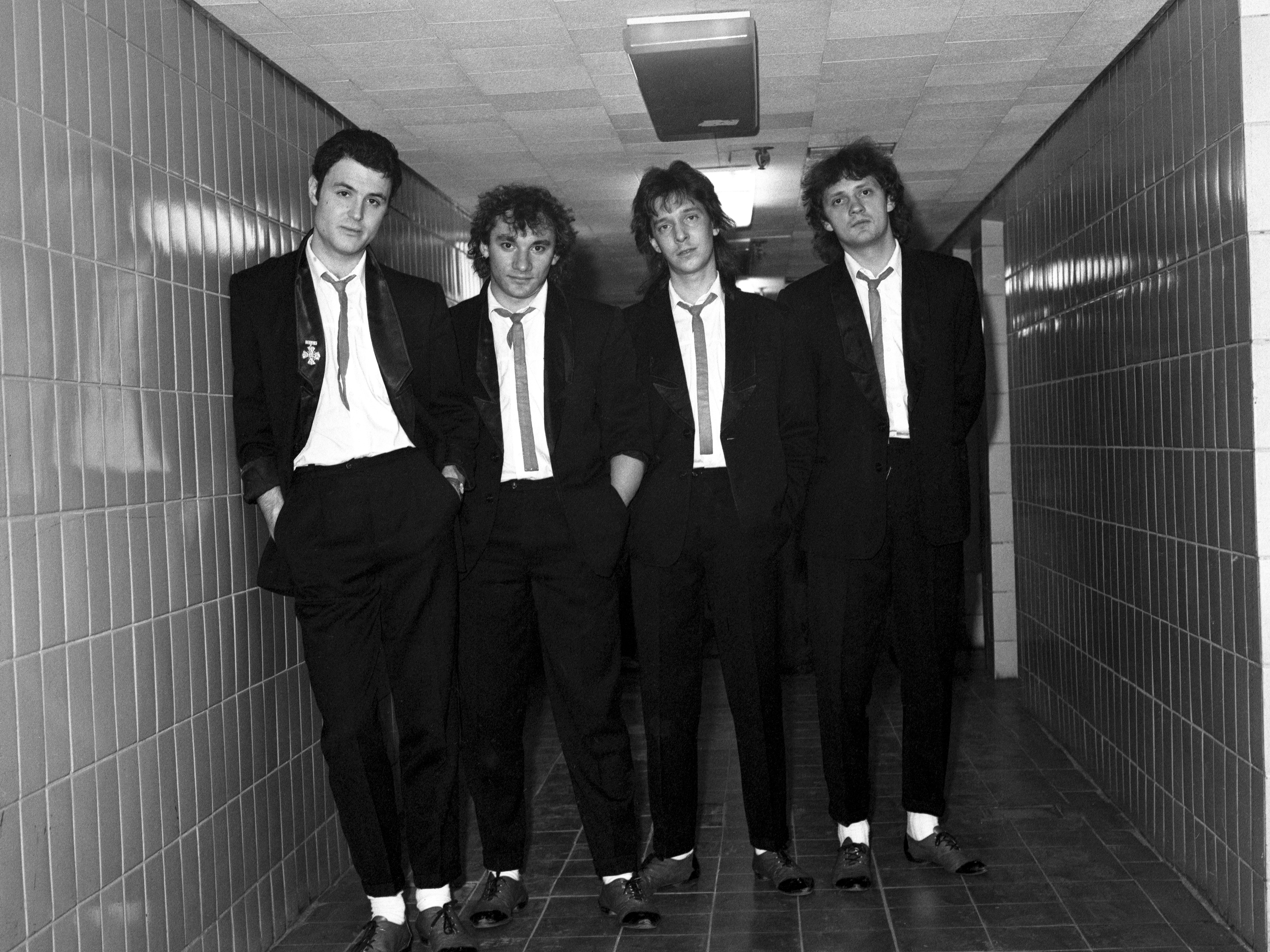
Группа «Секрет»: Максим Леонидов, Николай Фоменко, Андрей Заблудовский и Алексей Мурашов, 1988 год, фото Льва Медведева

Родился 30 декабря 1960 года в Ленинграде. В детстве занимался в хоре, позднее играл в школьных рок-группах. Учился в Ленинградском государственном педагогическом институте им. Герцена на географическом факультете, специальность — учитель географии и биологии. Играл на ударных в группе «Джунгли».
Осенью 1982 года был приглашен в группу, которая в апреле 1983 станет называться «Секрет», став третьим по времени прихода в группу участником «золотого состава».
Принимал участие в спектакле «Ах, эти звёзды!», играя на ударных в аккомпанирующим коллективе.
После ухода из группы Максима Леонидова играл в трио «Секрет» и группе «Секрет-5».
В 1998 году покинул этот коллектив и с тех пор выступал сольно, поменяв барабаны на гитару.
В 2003 году у Алексея Мурашова выходит первый сольный альбом «Старый секретер».
В 2004 году переезжает из Петербурга в Москву и создает свой коллектив, который в марте 2006 года получает название «по БАРАБанУ band».
В 2008 году вернулся в Санкт-Петербург и организовал петербургский состав группы с таким же названием.
С 2008 года совместно с Николаем Фоменко и Андреем Заблудовским возродил трио «Секрет», записал с ними живой альбом «Live» и провёл несколько выступлений, в основном на закрытых мероприятиях.
18 марта 2009 года коллективу Алексея Мурашова «по БАРАБанУ band» исполнилось 3 года. К этой дате был приурочен выпуск сборника «Лучшие песни», съемка для DVD и серия концертов в клубах Санкт-Петербурга.
В 2011 году Алексей Мурашов выпустил новый дуэтный альбом «Муравьиная тропа». В записи принимали участие Александр Маршал, Максим Леонидов, Сергей «Чиж» Чиграков, Сергей Шнуров, Игорь Скляр, Марина Капуро, Андрей Косинский, Андрей Заблудовский, Геннадий Богданов (группа «Русские»), Алексей Смирнов (группа «Кафе»), Владимир Густов.
Песня «Полмили до дна» (дуэт с Максимом Леонидовым) с этого альбома на протяжении нескольких недель удерживала лидирующие позиции в хит-параде Нашего радио Чартова дюжина.
В 2013 году Мурашов выпускает новый альбом «Просто в кайф».

### Личная жизнь
Женат на Елене Мурашовой, которая является и его директором. От первого брака имеет дочь. Является ярым болельщиком футбольной команды «Зенит», во многом благодаря ему была написана одна из лучших песен, посвящённых клубу, шуточный рок-н-ролл на мотив Чака Берри под названием «Зенит — чемпион!».

## «По БАРАБанУ band»
Состав группы:
- Алексей Мурашов — вокал, гитара
- Михаил Малков — гитара
- Артур Кестнер — бас, бэк-вокал

Группа исполняет как старые песни бит-квартета и трио «Секрет», так и новые, написанные Алексеем. «По БАРАБанУ band» регулярно даёт концерты в Санкт-Петербурге.

## Сольная дискография
- 2003 — Старый секретер
- 2009 — Live
- 2011 — Муравьиная тропа (дуэты)
- 2013 — Просто в кайф
- 2017 — LVI
- 2020 — Duetto
- 2021 — Seventh

Участвовал в записи альбомов группы «Зоопарк» — «Белая полоса» (1984) и «Иллюзии» (2000), а также сольного альбома Константина Кинчева «Нервная ночь» (1984).

## Фильмография
- 1986 — Как стать звездой
- 1990 — Судьба Короля. Фильм-спектакль
- 1990 — Красные дьяволята 3 — участник бит-квартета «Секрет»; Лёшик, почётный путеец; Сыт Сытыч, большой начальник большой концертной организации; Валера Бурнаш
- 1992 — Фанданго для мартышки
- 1993 — Сухие и мокрые — шеф полиции Санчес; бандит Себастьян; полицейский; дон Мартинес; Роза-неудачница
- 2010 — Счастливый конец